# Anthony Brea Salazar
Anthony José Brea Salazar (3 de febrer de 1983) va ser un ciclista veneçolà.

## Palmarès
- 2006
  - Vencedor d'una etapa a la Volta a Veneçuela
- 2007
  - Vencedor de 3 etapes a la Volta a Cuba
  - Vencedor d'una etapa a la Volta per un Xile Líder
  - Vencedor de 3 etapes a la Volta a Rio de Janeiro
- 2008
  - Vencedor d'una etapa a la Volta al Táchira